# Jingye Group
Jingye Group («Цзинъе Груп») — китайская сталелитейная группа, один из крупнейших в мире производителей стали. Штаб-квартира расположена в Шицзячжуане, административном центре провинции Хэбэй. В списке крупнейших компаний мира Fortune Global 500 за 2021 год заняла 375-е место. 

## История
Компания была основана в 1988 году Ли Ганьпо (Li Ganpo) как химический завод. В 2002 году она приобрела активы в сталелитейной отрасли. В 2014 году была куплена компания Ulanhot Iron and Steel (Улан-Хото, Внутренняя Монголия), что увеличило выплавку стали Jingye Group до 2 млн тонн в год. В 2020 году были куплены компании Yunnan Yongchang Iron & Steel и Guangdong Taidu Iron & Steel. Самой громкой покупкой стало поглощение British Steel в марте 2020 года, хотя к этому времени от британского сталелитейного гиганта остался только металлургический комбинат в Сканторпе, два завода в Англии и один во Франции.

## Деятельность
Объём производства стали на сталелитейных комбинатах компании в 2020 году составил 16,3 млн тонн (21-е место в мире). 
Основные производственные мощности расположены в КНР — Jingye Steel (Шицзячжуан), Ulanhot Steel (Улан-Хото), Yunnan Jingye Steel (Аньнин, Юньнань) и Guangdong Jingye Steel (Цзедун, Гуандун); в Великобритании — Scunthorpe Steelworks (Сканторп, Линкольншир), Skinningrove Steelworks (Редкар-энд-Кливленд, Норт-Йоркшир) и Teesside Beam Mill (Мидлсбро); во Франции — Sogerail (Лотарингия, производство рельсов). Помимо производства стали группа занимается международной торговлей, туризмом и гостиничным бизнесом.

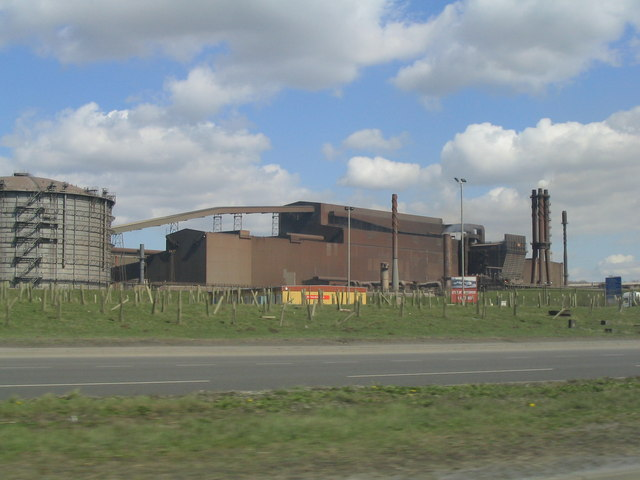
Scunthorpe Steelworks
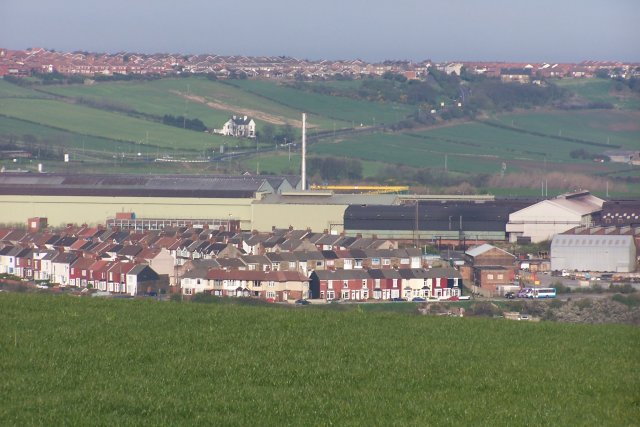
Skinningrove Steelworks
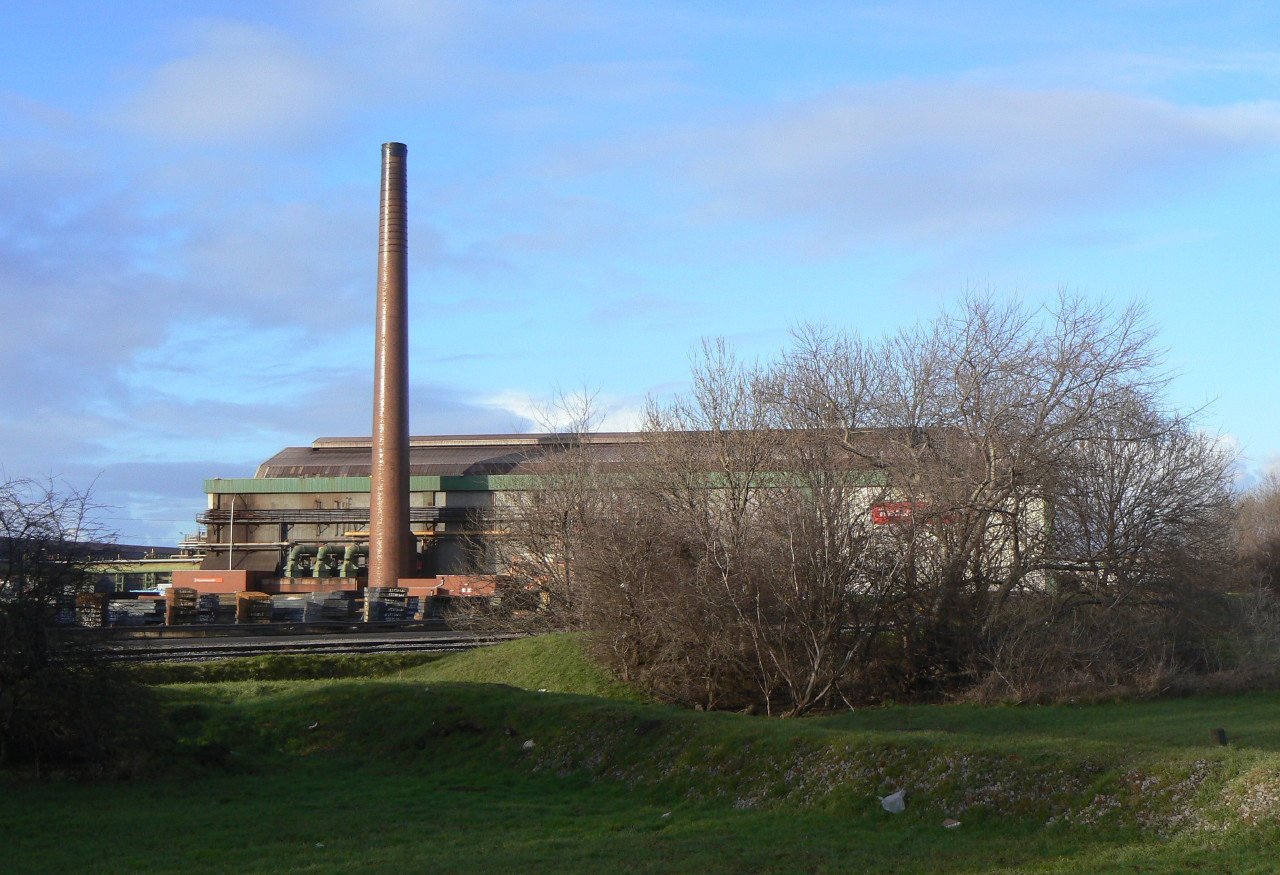
Teesside Beam Mill